# John M. Moore

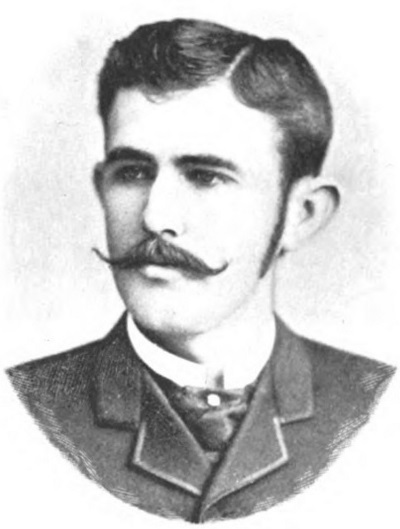
John M. Moore

John Matthew Moore (* 18. November 1862 bei Richmond, Fort Bend County, Texas; † 3. Februar 1940 ebenda) war ein US-amerikanischer Politiker. Zwischen 1905 und 1913 vertrat er den Bundesstaat Texas im US-Repräsentantenhaus.

## Werdegang
John Moore besuchte die öffentlichen Schulen seiner Heimat und das Agricultural and Mechanical College in College Station. Danach arbeitete er im Handel, im Bankgewerbe, in der Landwirtschaft und hier vor allem auf dem Gebiet der Viehzucht. Gleichzeitig begann er als Mitglied der Demokratischen Partei eine politische Laufbahn. Von 1896 bis 1898 saß er als Abgeordneter im Repräsentantenhaus von Texas. In den Jahren 1900 und 1916 war er Delegierter zu den jeweiligen Democratic National Conventions. 
Nach der Ermordung des Abgeordneten John M. Pinckney im Jahr 1905 wurde Moore bei der fälligen Nachwahl für den achten Sitz von Texas als dessen Nachfolger in das US-Repräsentantenhaus in Washington, D.C. gewählt. Nach drei Wiederwahlen konnte er bis zum 3. März 1913 im Kongress verbleiben. Im Jahr 1912 verzichtete er auf eine weitere Kandidatur. Nach dem Ende seiner Zeit im US-Repräsentantenhaus nahm John Moore seine früheren Tätigkeiten wieder auf. Er starb am 3. Februar 1940.